# Commodore SX-64
Commodore SX-64 (также известен как Executive 64, или VIP-64 в Европе) — портативный (переносной) компьютер, созданный компанией Commodore на основе её популярного домашнего компьютера Commodore 64. Компьютер был анонсирован в январе 1983 года и выпущен в следующем году. Стоимость компьютера на момент выпуска составляла 995 долларов США. SX-64 получил известность как первый портативный компьютер с цветной графикой.

## Описание
Компьютер имел встроенный цветной ЭЛТ-монитор с диагональю 12,7 сантиметров, дисковод и отстёгивающуюся клавиатуру, в пристёгнутом положении являющуюся крышкой корпуса. Вес компьютера составлял 10,5 килограмм. Переноска осуществлялась за прочную ручку, в рабочем положении выполняющую роль регулируемой подставки.
Помимо портативного исполнения, компьютер имел несколько других незначительных отличий от обычного Commodore 64. Для улучшения читаемости текста на небольшом экране цветовая схема, используемая по умолчанию, была изменена на синий текст на белом фоне. Это иногда приводило к проблемам совместимости с программами, рассчитывающими на синий цвет фона, используемый C64 по умолчанию, но часто могло быть решено ручным изменением цветовой схемы перед загрузкой программы. В качестве внешнего накопителя, выбранного по умолчанию, был установлен встроенный дисковод. Так как компьютер имел встроенный монитор и дисковод, разъёмы для подключения телевизора и накопителя на магнитной ленте были убраны. Однако, это сделало невозможным подключение стандартного для C64 адаптера параллельного интерфейса Centronics, с помощью которого обычно подключался принтер — этот адаптер использовал разъём накопителя на магнитной ленте для получения питания. Слот картриджа также имел незначительные отличия, как электрические, так и физические (расположение на плате), что вызывало проблемы совместимости с некоторыми картриджами.
Аналогично C64, оригинальный встроенный блок питания SX-64 ограничивал расширение возможностей компьютера. В поздних экземплярах компьютера применялся более мощный блок питания, предполагавшийся для использования в не выпущенной модели DX-64.
Компьютер имел проблемы совместимости с модулями расширения ОЗУ, Commodore REU, устанавливаемыми в слот картриджа. Расположение слота не всегда позволяло правильно вставить картридж. Мощности блока питания ранних экземпляров компьютера было недостаточно для питания модуля расширения ОЗУ. По отзывам пользователей, модули 1700 и 1750 (128 и 512 КБ), предназначенные для Commodore 128, работали более надёжно, чем модули 1764, предназначенные для Commodore 64. Некоторые пользователи модифицировали модули расширения ОЗУ для использования внешнего источника питания.
Помимо SX-64, было анонсировано ещё две версии компьютера, не пошедших в производство — DX-64 с двумя дисководами и SX-100 с монохромным экраном. Существуют упоминания о нескольких произведённых экземплярах DX-64, но они очень редки. Некоторые пользователи самостоятельно устанавливали второй дисковод в пустой слот SX-64.

## История
Компьютер не получил коммерческого успеха. Возможными причинами этого являются маленький размер экрана, большой вес и небольшая библиотека делового ПО по сравнению с конкурирующими компьютерами Osborne 1 (процессор Zilog Z80, ОС CP/M) и Compaq Portable (Intel 8088, MS-DOS). Также, компьютеры Osborne и Compaq имели бо́льшую производительность, а Osborne к тому же находился в одной ценовой категории с SX-64.
Точное количество компьютеров, проданных за время производства компьютера (с 1984 по 1986 годы), неизвестно. Исходя из частоты появления SX-64 на современных интернет-аукционах, можно сделать предположение, что оно исчисляется тысячами экземпляров. База данных серийных номеров на сайте SX64 Dot Net, содержит номера более 130 экземпляров из серий GA1, GA2, GA4, GA5 и GA6. Серия GA1 имеет номера больше 49000, серия GA2 — 1000, GA4 — 17000, GA5 — 11000 и GA6 — 7000.
Некоторые потенциальные покупатели ожидали появления анонсированного DX-64, который, в свою очередь, не получил широкого распространения из-за низких продаж SX-64. Тем не менее, компьютер получил популярность у некоторых пользователей и разработчиков ПО, которые могли использовать компьютер для копирования ПО "на месте" или для проведения демонстраций.

## Технические характеристики
Технические характеристики компьютера совпадают с компьютером Commodore 64, за исключением характеристик, связанных с портативным исполнением:
- Встроенный 5¼-дюймовый дисковод, объём дискеты 170 КБ (встраиваемая модификация Commodore 1541)
- Встроенный цветной монитор с диагональю 12,7 сантиметров
- Отстёгивающаяся клавиатура, подключаемая к компьютеру с помощью кабеля
- Слот картриджа, находящийся на верхней части компьютера. Картриджи вставляются вертикально, в отличие от Commodore 64, имевшего разъём на задней части корпуса, куда горизонтально вставлялись картриджи
- Разъёмы:
  - Нет интерфейса для подключения накопителя на магнитной ленте Datasette
  - Нет высокочастного видеовыхода
  - Нестандартный 25-контактный разъём для подключения клавиатуры, находящийся под правой стороной передней панели
  - Стандартный разъём для подключения шнура питания (C64 имел разъём типа DIN для подключения внешнего блока питания)
- Встроенный трансформаторный блок питания
- Место для хранения дискет, расположенное над дисководом